# الهادي الجويني
هادي الجويني (تونس 1909 - تونس، 30 نوفمبر 1990) فنان تونسي.

## حياته

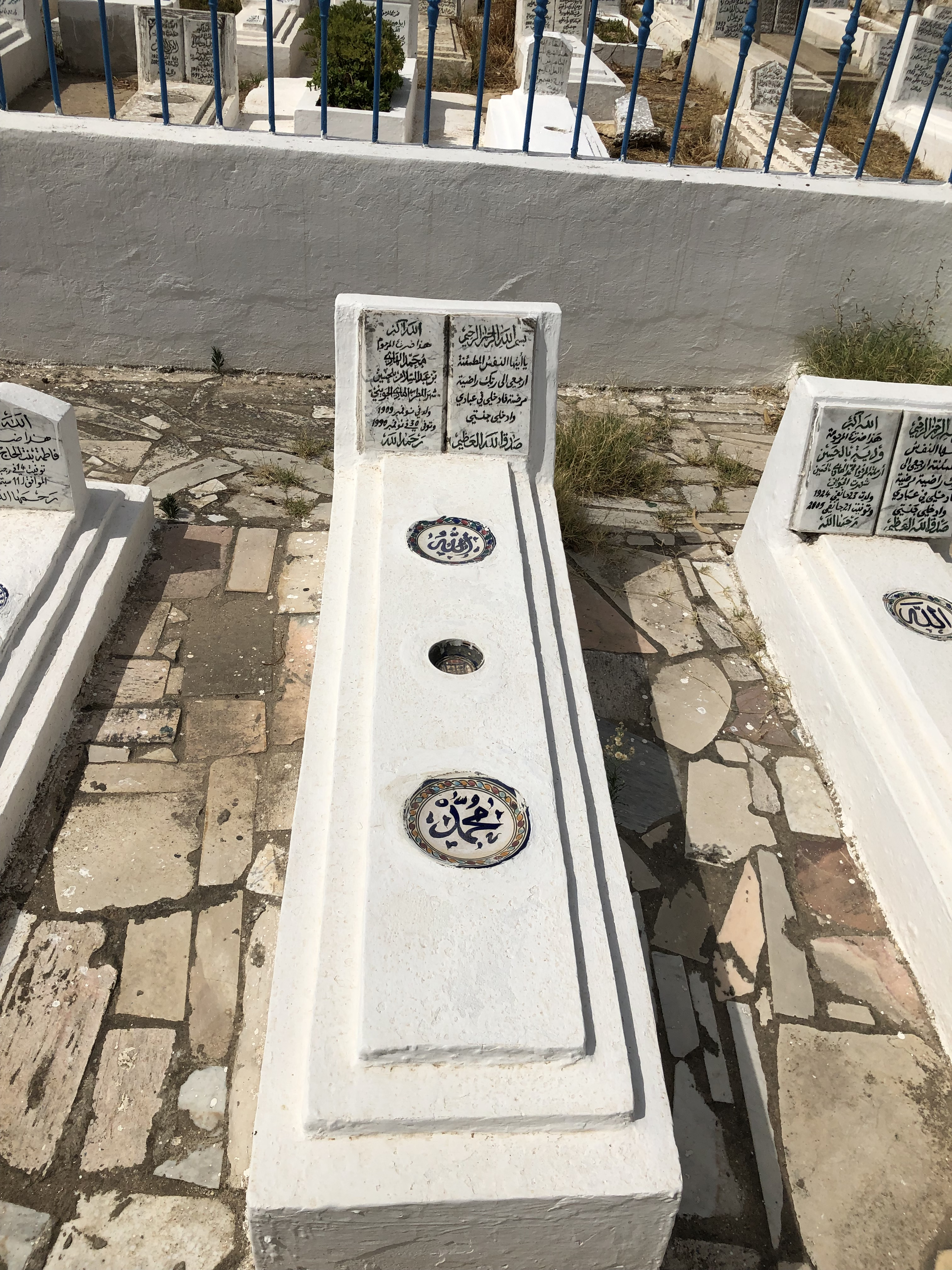
قبر الهادي الجويني بمقبرة الجلاز

ولد الهادي الجويني سنة 1909 بتونس، وتوفّي في 30 نوفمبر 1990، هو أصيل منطقة باب الجديد، بدأ دراسته في «الكتّاب» بحي سيدي المشرف بمنطقة الحجامين بالمدينة العتيقة في تونس، حيث تعلّم ما تيسر من القرآن الكريم. وانتقل إلى مدرسة باب الجديد ثم بفرع المدرسة الصادقية. كان يتعلم في الوقت نفسه العزف على العود، ويحفظ الأغاني القديمة لمشاهير الفنانين العرب.
تعلم الترقيم الموسيقي من عازف الفيولونسيل الإيطالي «بونورا»، ثم التحق بمعهد فرنسي للموسيقى وعمل به معلماً للعود للتلاميذ المبتدئين.
امتازت أول أغانيه بالبساطة وخفة الروح ومنها شيري حبيتك التي أداها في «ديو» مع المطربة شافية رشدي.
التفت إثر ذلك إلى الشعر الأصيل ودرس النغمات التونسية، سعياً منه للنهوض بفن الأغنية التونسية؛ فانضم إلى جماعة تحت السور الشهيرة التي أخذت على نفسها أن ترتقي بالشعر الغنائي. لحّن الهادي الجويني لرواد جماعة تحت السور ومنهم عبد الرزاق كرباكة الهادي العبيدي ومصطفى خريّف، ومحمد العريبي، ومحمد المرزوقي، وعلي الدوعاجي، ومحمود بورقيبة، وغيرهم. ثم انضم إلى جمعية «الرشيدية» ينهل منها الأنغام الأندلسية الأصيلة.

## قائمة أغاني الهادي الجويني

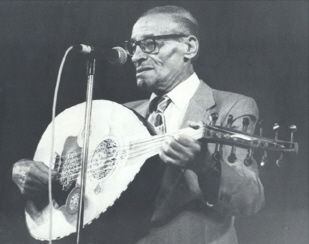
الهادي الجويني

ألّف ولحّن الهادي الجويني العديد من الأغاني التي لاقت شهرة واسعة في تونس وفي العالم العربي، ومن بينها:
| - عادل يا عدوله - تحت الياسمينة في الليل - خلخال بو رطلين - لو كان موش الصبر يطفي ناري - كي بغيت تطير يا حمامه - اللّي تعدّى وفات - كنت نظنّ حبّي هناني - سهم الشفر قتّال - هذه غنايه جديدة - قوللها عينك تخطاني - يا كاسي وينهم جلاّسي - حبّي يتبدّل يتجدد | - ودّعتك والدمع جريتو - نحكي لك كلمة - الصبر لله والرجوع لربّي - يا خنّأبه - وين الدنيا - يا عين ما تبكيش - سلم على الأحباب - طير إن سمحت نواحو - دور العتاب - علاش تخمّم - اصبر يا قلبي المسكين - عليك نغنّي | - لاموني إلّي غاروا منّي - مكتوب يا مكتوب - تبّعني نبني دنيا زينه - افرح يا تونس - صفحات من تاريخنا ذهبية - سمراء يا سمراء - يا اللّي نسيتك خالك - مفتون بخزرة عينيها - يا أم حسونه - قلبي معاك خذيتو - يا اللّي تعرف قل لي علاش - عفّي على المسكين يا خندودة - كريمة كرومة |

## مواضيع ذات صلة
- جماعة تحت السور
- شافية رشدي
- المدرسة الرشيدية
- الصادق ثريا

## وصلات خارجية
- حوار مع الفنان الهادي الجويني على يوتيوب يوتيوب

قالب:مغنون عرب